# Parahydromys asper
Parahydromys asper és una espècie de mamífer rosegador de la família dels múrids. Viu a altituds d'entre 500 i 2.200 msnm a Indonèsia i Papua Nova Guinea. Els seus hàbitats naturals són les ribes dels rierols, els boscos i els jardins rurals. És una espècie en risc mínim, és a dir, no sembla que hi hagi cap amenaça significativa per a la seva supervivència. El seu nom específic, asper, significa ‘aspre’ en llatí.